# Acronicta
Acronicta là một chi bướm đêm thuộc họ noctuidae, gồm khoảng 150 loài, phân bố chủ yếu ở miền Toàn bắc ôn hòa, và một số ở các khu vực cận nhiệt đới. Sâu của đa số các loài không thể nhầm lẫn vì chúng có các gai lông màu sáng, và thường dễ nhận thấy trên các cây có nhiều lá. Ấu trùng của Smeared Dagger Moth (A. oblinita) không phải lúc nào cũng có lông . Các loài của Acronicta có một hoặc hình dạng giống dấu thập màu đen trên mặt trên của cánh trước. Nhưng một số loài thì lại có một vòng tròn màu tối rất rõ.

## Các loài
Chi này gồm các loài:
| - Acronicta aceris – Sycamore Linnaeus, 1758 - Acronicta adaucta Warren, 1909 - Acronicta afflicta Grote, 1864 - Acronicta albarufa Grote, 1874 - Acronicta albistigma Hampson, 1909 - Acronicta alni – Alder Moth Linnaeus, 1767 - Acronicta americana – American Dagger Moth Harris, 1841 - Acronicta atristrigatus J.B. Smith, 1900 (alternative spelling Acronicta atristrigata) - Acronicta auricoma – Scarce Dagger [Schiffermüller], 1775 - Acronicta australis (Mustelin & Leuschner, 2000) - Acronicta barnesii Smith, 1897 - Acronicta beameri Todd, 1958 - Acronicta bellula Alpheraky, 1895 - Acronicta betulae Riley, 1884 - ?Acronicta bicolor Moore, 1881 - Acronicta browni Mustelin & Leuschner, 2000 - Acronicta brumosa Guenée, 1852 - Acronicta carbonaria Graeser, 1889 - Acronicta catocaloida Graeser, 1889 - Acronicta centralis Erschoff, 1874 - Acronicta cinerea Hufnagel, 1766 - Acronicta clarescens Guenée, 1852 - Acronicta concrepta Draudt 1937 - Acronicta connecta Grote, 1873 - Acronicta cuspis – Large Dagger Hübner, [1813] - Acronicta cyanescens Hampson, 1909 - Acronicta dahurica Kononenko & Han, 2008 - Acronicta dactylina Grote, 1874 - Acronicta denticulata Moore - Acronicta digna Butler, 1881 - Acronicta dinawa Bethune-Baker, 1906 - Acronicta dolli (Barnes & McDunnough, 1918) - Acronicta edolata Grote, 1881 - Acronicta euphorbiae – Sweet Gale Moth [Schiffermüller], 1775 - Acronicta exempta Dyar, 1922 - Acronicta exilis Grote, 1874 - Acronicta extricata Grote, 1882 - Acronicta falcula Grote, 1877 (đồng nghĩa: Acronicta mansueta Smith, 1897, Acronicta parallela Grote, 1879) - Acronicta fragilis Guénée, 1852 - Acronicta funeralis Grote & Robinson, 1866 - Acronicta gastridia Swinhoe, 1895 | - Acronicta grisea Walker, 1856 - Acronicta haesitata Grote, 1882 - Acronicta hamamelis Guenée, 1852 (đồng nghĩa: Acronicta subochrea Grote, 1874) - Acronicta hasta Guenée, 1852 - Acronicta hastulifera J.E. Smith, 1797 - Acronicta heitzmani Covell & Metzler, 1992 - Acronicta hercules Felder & Rogenhofer, 1874 - Acronicta impleta Walker, 1856 - Acronicta impressa Walker, 1856 - Acronicta inclara Smith, 1900 - Acronicta increta – Raspberry Bud Dagger Morrison, 1974 - Acronicta innotata Guenée, 1852 - Acronicta insita Walker, 1856 - Acronicta intermedia Warren, 1909 - Acronicta interrupta Guenée, 1852 - Acronicta iria Swinhoe, 1899 - Acronicta jozana Matsumura, 1926 - Acronicta laetifica Smith, 1897 - Acronicta lanceolaria – Lanceolate Dagger Moth Grote, 1875 - Acronicta lepetita Smith, 1908 - Acronicta leporina – The Miller Linnaeus, 1758 - Acronicta lepusculina Guenée, 1852 - Acronicta leucocuspis Butler, 1878 - Acronicta lithospila Grote, 1874 - Acronicta lobeliae – Lobelia Dagger Moth, Greater Oak Dagger Moth Guenée, 1852 - Acronicta longa Guenée, 1852 - Acronicta lupini Grote, 1873 (đồng nghĩa: Acronicta ursina (Smith, 1898), Acronicta atlinensis (Barnes & Benjamin, 1927) - Acronicta lutea Bremer & Grey 1852 - Acronicta major Bremer, 1861 - Acronicta marmorata Smith, 1897 - Acronicta megacephala – Poplar Grey [Schiffermüller], 1775 - Acronicta menyanthidis – Light Knot Grass Esper, 1789 - Acronicta metaxantha Hampson, 1909 - Acronicta modica Walker, 1856 - Acronicta morula Grote & Robinson, 1868 - Acronicta nigricans Leech, 1900 - Acronicta noctivaga Grote, 1864 - Acronicta oblinita – Smeared Dagger Moth Smith, 1797 (đồng nghĩa: Acronicta arioch Strecker, 1898) - Acronicta omorii Matsumura, 1926 | - Acronicta orientalis Mann, 1862 - Acronicta othello Smith, 1908 - Acronicta ovata Grote, 1873 - Acronicta pasiphae Draudt, 1936 - Acronicta paupercula Grote, 1874 - Acronicta perblanda Ferguson, 1989 - Acronicta perdita Grote, 1874 - Acronicta pruinosa Guenée, 1852 - Acronicta psi – Grey Dagger Linnaeus, 1758 - Acronicta psichinesis Kononenko & Han, 2008 - Acronicta psorallina Lower, 1903 - Acronicta pulverosa Hampson 1909 - Acronicta quadrata Smith, 1908 - Acronicta radcliffei Harvey, 1875 - Acronicta raphael Oberthur 1884 - Acronicta rapidan Dyar, 1912 - Acronicta retardata Walker, 1861 (đồng nghĩa: Acronicta caesarea Smith, 1905) - Acronicta rubiginosa Walker, 1862 - Acronicta rubricoma Guenée, 1852 - Acronicta rumicis – Knot Grass Linnaeus, 1758 - Acronicta sagittata McDunnough, 1940 - Acronicta sinescripta Ferguson, 1989 - Acronicta sperata Grote, 1873 - Acronicta spinea (Grote, 1876) - Acronicta spinigera Guenée, 1852 - Acronicta strigosa – Marsh Dagger [Schiffermüller], 1775 - Acronicta strigulata Smith, 1897 - Acronicta subornata Leech, 1889 - Acronicta sugii (Kinoshita, 1990) - Acronicta superans Guenée, 1852 - Acronicta theodora Schaus, 1894 - Acronicta thoracica Grote, 1880 - Acronicta tiena Püngeler, 1907 - Acronicta tota Grote, 1879 - Acronicta tridens – Dark Dagger [Schiffermüller], 1775 - Acronicta tristis Smith, 1911 - Acronicta tritona – Triton Dagger Moth Hübner, 1879 - Acronicta valliscola Blanchard, 1968 - Acronicta vinnula Grote, 1864 - Acronicta vulpina Grote, 1883 |